# پرنده (فیلم ۲۰۲۴)
پرنده (به انگلیسی: Bird) یک فیلم درام محصول سال ۲۰۲۴ به نویسندگی و کارگردانی آندریا آرنولد با بازی نیکیا آدامز، بری کیوگن و فرانتس روگوفسکی است.
این فیلم اولین نمایش جهانی خود را در هفتاد و هفتمین جشنواره فیلم کن در ۱۶ مه ۲۰۲۴ انجام داد. این فیلم در ۸ نوامبر ۲۰۲۴ توسط موبی در ایالات متحده و بریتانیا اکران شد. نقدهای مثبتی از منتقدان دریافت کرد و از سوی هیئت ملی بازبینی به عنوان یکی از ۱۰ فیلم مستقل برتر سال ۲۰۲۴ معرفی شد.

## خلاصه داستان
فیلم در مورد دختری ۱۲ ساله به نام بیلی است که همراه با پدر مجردش باگ و برادرش هانتر در شمال کنت زندگی می‌کند. در این میان باگ وقت زیادی برای فرزندانش ندارد و بیلی که به سن بلوغ نزدیک شده است، توجه و ماجراجویی را در جای دیگری جستجو می‌کند و…

## شرح داستان
بیلی، دختر دوازده‌ساله‌ای است که همراه با پدرش، باگ، و نابرادری‌اش، هانتر، در ساختمانی فرسوده زندگی می‌کند. یک روز، باگ اعلام می‌کند که با زنی به نام کیلی، که تنها سه ماه است با او آشنا شده، نامزد کرده و مراسم ازدواجشان شنبهٔ آینده برگزار خواهد شد. بیلی که شوکه و ناراحت شده، می‌گوید در مراسم شرکت نخواهد کرد و از خانه بیرون می‌زند.
همان روز، هانتر به بیلی می‌گوید که با دوستانش در یک گروه خودجوش عدالت‌خواه عضو است. بیلی که کنجکاو شده، آن‌ها را دنبال می‌کند و شاهد می‌شود که گروه پسران به خانه‌ای حمله کرده و مردی را با یک تیغ موکت‌بُر تهدید می‌کنند. پلیس سریعاً در محل حاضر می‌شود و بیلی به دشتی خلوت فرار می‌کند و همان‌جا شب را به خواب می‌رود.
صبح روز بعد، مردی مرموز که خود را «برد» معرفی می‌کند، او را بیدار می‌کند. بیلی او را دنبال می‌کند تا به مجتمع آپارتمانی می‌رسند که برد در جست‌وجوی زنی است که قبلاً در آنجا زندگی می‌کرده، اما موفق نمی‌شود او را پیدا کند. بیلی آنجا را ترک می‌کند، اما قبل از رسیدن باگ و بردن او به خانه، برد را روی پشت‌بام می‌بیند. باگ به دلیل شب‌ماندن بیلی در بیرون، او را تنبیه می‌کند.
بیلی می‌فهمد که برد به‌دنبال مادرش بوده که سال‌ها پیش در آن مجتمع زندگی می‌کرده و در کودکی ناپدید شده است. بیلی که کم‌کم با برد صمیمی شده، پیشنهاد می‌دهد که مادر خودش، پیتن، که قبلاً در آن مجتمع زندگی می‌کرده، شاید بتواند کمک کند.
در خانهٔ پیتن، بیلی و برد درباره ساکنان قدیمی سؤال می‌کنند، اما دوست‌پسر پیتن، اسکیت، با رفتار تندش آن‌ها را قطع می‌کند. دعوایی بین بیلی و اسکیت درمی‌گیرد و بیلی از او فیلم می‌گیرد. اسکیت تهدید می‌کند که اگر فیلم را به مقامات نشان دهند، پیتن را خواهد کشت. با این حال، پیتن موفق می‌شود نام پدر برد را به یاد بیاورد. بیلی فیلم را برای هانتر می‌فرستد و او قول می‌دهد که با گروهش به اسکیت حمله کرده و مادر و خواهر و برادر ناتنی‌اش را نجات دهند.
بعدها، هانتر از بیلی می‌خواهد یادداشتی را به دوست‌دخترش، مون، برساند و از او بخواهد که با هم به اسکاتلند فرار کنند، چرا که خانواده‌اش با بارداری تازه‌کشف‌شده‌اش مخالف هستند. در مسیر، کلاغی بیلی را دنبال کرده و به او کمک می‌کند که یادداشت را یواشکی به مون برساند.
روز بعد، وقتی هانتر و دوستانش در حال برنامه‌ریزی برای حمله هستند، بیلی خواهر و برادرهای ناتنی‌اش را بیرون می‌برد تا در جریان درگیری قرار نگیرند. برد دوباره ظاهر می‌شود تا به بیلی کمک کند و آن‌ها را به ساحل می‌برد، جایی که تلاش می‌کند پدرش را پیدا کند. وقتی به آپارتمان مردی می‌رسند، او وجود فرزندی به نام برد را انکار می‌کند. بعدها، همان مرد حرفش را پس می‌گیرد و اعتراف می‌کند که با مادر برد بوده و پسری داشته‌اند، اما به دلیل وضعیت روانی بد مادر، آن‌ها را ترک کرده است. بیلی، برد گریان را دلداری می‌دهد و همه با هم به خانه برمی‌گردند.
کمی بعد، اسکیت با زور وارد خانه‌شان می‌شود. پیتن نمی‌تواند جلوی او را بگیرد و او را مورد ضرب‌وشتم قرار می‌دهد. بیلی تلاش می‌کند مانع شود، اما اسکیت او را بیهوش می‌کند. برد وارد خانه می‌شود و می‌خواهد از پیتن دفاع کند، اما اسکیت به شدت به سر او ضربه می‌زند. بیلی که در حال به‌هوش‌آمدن است، می‌بیند که برد به موجودی با پر، بال‌های بزرگ و چشمانی شبیه پرندگان تبدیل می‌شود. او دوباره با اسکیت درگیر می‌شود، این بار او را به بیرون می‌برد، بیهوش می‌کند و با چنگال‌هایش بلند می‌کند و پروازکنان با پیکرش دور می‌شود.
صبح روز بعد، بیلی متوجه می‌شود که هانتر از خانه رفته است. او با باگ به ایستگاه قطار می‌رود و آن‌جا هانتر را تنها و غمگین می‌یابد، چرا که مون طبق برنامه با او نیامده است. باگ هانتر را دلداری می‌دهد و به او می‌گوید که برای پدر شدن هنوز خیلی جوان است. این سه نفر به خانه برمی‌گردند و در مراسم ازدواج باگ و کیلی شرکت می‌کنند و بیلی با روحیه‌ای بهتر در مراسم حضور می‌یابد. در جشن، برد بی‌خبر می‌آید و بیلی را در آغوش می‌گیرد و خداحافظی می‌کند. هنگام رفتن او، چشمان بیلی آشکار می‌شوند که همانند چشمان پرنده‌مانند برد شده‌اند.

## ساخت
فیلمبرداری اصلی در جنوب انگلستان با مکان‌های فیلمبرداری از جمله گریوزند، دارتفورد و اشفورد، کنت در ژوئن ۲۰۲۳ انجام شد.

## بازخوردها
- در راتن تومیتوز، این فیلم بر اساس رای ۱۱۴ نقد منتقد، ۸۴ درصد محبوبیت دارد و میانگین امتیاز ۷٫۴ از ۱۰ را دارد.[۵]
- در متاکریتیک، فیلم دارای میانگین وزنی ۷۴ از ۱۰۰ است که بر اساس ۳۶ نقد منتقد نشان می‌دهد که نقدها «به طور کلی مطلوب» است.[۶]
- در بانک اطلاعات اینترنتی فیلم‌ها بر اساس رای ۱٫۷۰۰ مخاطب (تا ۸ دسامبر ۲۰۲۴) این فیلم دارای امتیاز ۷٫۳ از ۱۰ می‌باشد.